# Matadeón de los Oteros
Matadeón de los Oteros (auch nur: Matadeón) ist ein Ort und eine nordspanische Gemeinde mit 221 Einwohnern (Stand: 2024) in der Provinz León und der Region Kastilien-León. Neben dem Hauptort Matanza de los Oteros gehören die Ortschaften Fonanil de los Oteros, San Pedro de los Oteros und Santa María de los Oteros zur Gemeinde.

## Lage und Klima
Matadeón de los Oteros liegt etwa 30 Kilometer südsüdöstlich von León im Nordwesten der Iberischen Meseta in einer Höhe von ca. 855 m. 
Das Klima im Winter ist rau, im Sommer dagegen trocken und warm; der Regen (550 mm/Jahr) fällt überwiegend im Winterhalbjahr.

## Bevölkerungsentwicklung
| Jahr      | 1970 | 1981 | 1991 | 2001 | 2011 | 2021 |
| Einwohner | 670  | 403  | 399  | 290  | 274  | 229  |

Aufgrund der durch die Mechanisierung der Landwirtschaft und der Aufgabe von bäuerlichen Kleinbetrieben ausgelösten Landflucht ist die Bevölkerung des Dorfes seit der Mitte des 19. Jahrhunderts kontinuierlich gewachsen.

## Sehenswürdigkeiten

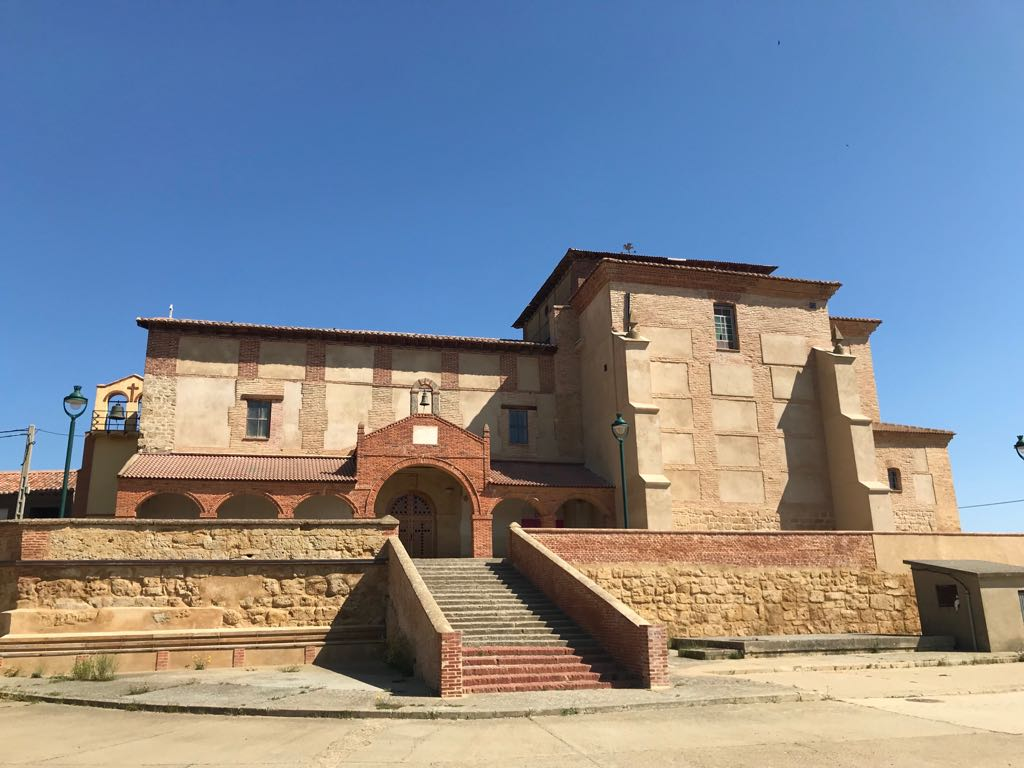
Kreuzkirche
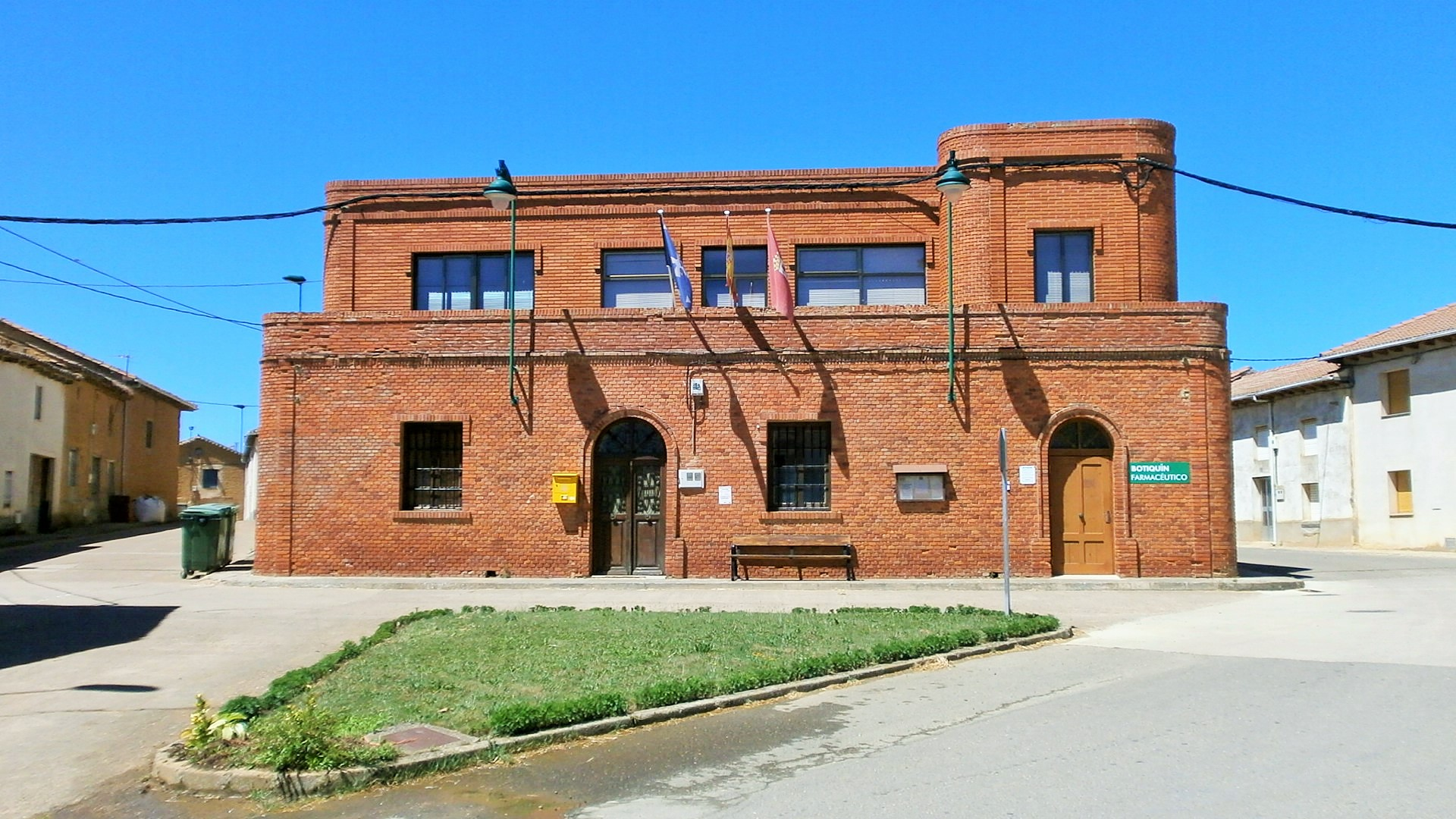
Rathaus

- Kreuzkirche
- Rathaus